# Halowe Mistrzostwa Świata w Łucznictwie 2007
9. Halowe Mistrzostwa Świata w Łucznictwie odbyły się w dniach 13 - 17 marca 2007 roku w Izmirze w Turcji. 
Polscy juniorzy wywalczyli dwa brązowe medale w drużynach, w łukach klasycznych. Wśród pań w skład zespołu weszły Ewelina Marszałkowska, Joanna Kamińska i Marta Gąsiorek, a u panów Bartłomiej Stanko, Dominik Szemik, Marcin Kłoda.

## Reprezentacja Polski seniorów

### łuk klasyczny
- Anna Łęcka
- Wioletta Myszor
- Urszula Niemiec
- Tomasz Przepióra

### łuk bloczkowy
- Jerzy Więzik

## Reprezentacja Polski juniorów

### łuk klasyczny
- Marta Gąsiorek
- Joanna Kamińska
- Marcin Kłoda
- Ewelina Marszałkowska
- Bartłomiej Stanko
- Dominik Szemik

## Medaliści

### Seniorzy

#### Strzelanie z łuku klasycznego
| Konkurencja:           | Złoto:                                                        | Srebro:                                                                | Brąz:                                                           |
| indywidualnie kobiet   | Nami Hayakawa                                                 | Bérengère Schuh                                                        | Tetiana Dorochowa                                               |
| indywidualnie mężczyzn | Sebastian Rohrberg                                            | Markijan Iwaszko                                                       | Shawn Rice                                                      |
| drużynowo kobiet       | Francja · Laure Barczynski · Cyrielle Cotry · Bérengère Schuh | Niemcy · Anja Hitzler · Lisa Unruh · Karina Winter                     | Ukraina · Tetiana Bereżna · Tetiana Dorochowa · Wiktorija Kowal |
| drużynowo mężczyzn     | Włochy · Marco Galiazzo · Michele Frangili · Amedeo Tonelli   | Niemcy · Jan Christopher Ginzel · Daniel Hartmann · Sebastian Rohrberg | Stany Zjednoczone · Staten Holmes · Shawn Rice · Vic Wunderle   |

#### Strzelanie z łuku bloczkowego
| Konkurencja:           | Złoto:                                                             | Srebro:                                                                | Brąz:                                                 |
| indywidualnie kobiet   | Eugenia Salvi                                                      | Fatima Agudo                                                           | Paola Galletti                                        |
| indywidualnie mężczyzn | Braden Gellenthien                                                 | Jose Duo                                                               | Dominique Genet                                       |
| drużynowo kobiet       | Stany Zjednoczone · Christie Colin · Jamie van Natta · Holly Pagel | Rosja · Oktyabrina Bołotowa · Sofia Gonczarowa · Swietłana Nowikowa    | Włochy · Paola Galletti · Laura Longo · Eugenia Salvi |
| drużynowo mężczyzn     | Stany Zjednoczone · Dave Cousins · Braden Gellenthien · Reo Wilde  | Francja · Sebastien Brasseur · Pierre Julien Deloche · Dominique Genet | Holandia · Emiel Custers · Peter Elzinga · Rob Polman |

### Juniorzy

#### Strzelanie z łuku klasycznego
| Konkurencja:           | Złoto:                                                         | Srebro:                                                     | Brąz:                                                             |
| indywidualnie kobiet   | Sonamaa Kuular                                                 | Maryna Wesełowska                                           | Anna Fedorowa                                                     |
| indywidualnie mężczyzn | Taras Seniuk                                                   | Rem Szakirow                                                | Aaron Tedford                                                     |
| drużynowo kobiet       | Rosja · Anna Fedorowa · Inna Stepanowa · Sonamaa Kuular        | Turcja · Gul Esen Cebi · Ozlem Kilincarslan · Busra Saygin  | Polska · Ewelina Marszałkowska · Joanna Kamińska · Marta Gąsiorek |
| drużynowo mężczyzn     | Ukraina · Ołeksandr Małuszyn · Taras Seniuk · Dmytro Szamatrin | Włochy · Mandia Massimiliano · Luca Melotto · Lorenzo Giori | Polska · Bartłomiej Stanko · Dominik Szemik · Marcin Kłoda        |

#### Strzelanie z łuku bloczkowego
| Konkurencja:           | Złoto:                                                               | Srebro:                                                                      | Brąz:                                                            |
| indywidualnie kobiet   | Anastasia Anastasio                                                  | Eleni Ioannou                                                                | Amber Lynn Christensen                                           |
| indywidualnie mężczyzn | Ajur Abiddujew                                                       | Kevin Marbacher                                                              | Valentin van Huffel                                              |
| drużynowo kobiet       | Rosja · Serżunia Bołotowa · Marina Możajkina · Jewgienija Worosznina | Stany Zjednoczone · Amber Lynn Christensen · Elissa Falconer · Kendal Nicely | Wielka Brytania · Emily Brown · Mary Perrott · Rosie Smith       |
| drużynowo mężczyzn     | Stany Zjednoczone · Ryan Day · Adam Wruck · Bryce Wickliffe          | Włochy · Pietro Greco · Luca Fanti · Jacopo Polidori                         | Francja · Quentin Cordier · Valentin van Huffel · Johann Gilbert |

## Klasyfikacja medalowa

### Seniorzy
| Lp. | Państwo           | Złoto | Srebro | Brąz | Razem |
| 1.  | Stany Zjednoczone | 3     | 0      | 2    | 5     |
| 2.  | Włochy            | 2     | 0      | 2    | 4     |
| 3.  | Francja           | 1     | 2      | 1    | 4     |
| 4.  | Niemcy            | 1     | 2      | 0    | 3     |
| 5.  | Japonia           | 1     | 0      | 0    | 1     |
| 6.  | Hiszpania         | 0     | 2      | 0    | 2     |
| 7.  | Ukraina           | 0     | 1      | 2    | 3     |
| 8.  | Rosja             | 0     | 1      | 0    | 1     |
| 9.  | Holandia          | 0     | 0      | 1    | 1     |

### Juniorzy
| Lp. | Państwo           | Złoto | Srebro | Brąz | Razem |
| 1.  | Rosja             | 4     | 1      | 1    | 6     |
| 2.  | Ukraina           | 2     | 1      | 0    | 3     |
| 3.  | Włochy            | 1     | 2      | 0    | 3     |
| 4.  | Stany Zjednoczone | 1     | 1      | 2    | 4     |
| 5.  | Grecja            | 0     | 1      | 0    | 1     |
| 5.  | Szwajcaria        | 0     | 1      | 0    | 1     |
| 5.  | Turcja            | 0     | 1      | 0    | 1     |
| 8.  | Francja           | 0     | 0      | 2    | 2     |
| 8.  | Polska            | 0     | 0      | 2    | 2     |
| 10. | Wielka Brytania   | 0     | 0      | 1    | 1     |